# Juan de Mendoza y Carrillo
Juan de Mendoza y Carrillo (Guadalajara, Toledo, c. 1523 - La Herradura, Granada, 19 de octubre de 1562) fue un noble y militar español, comendador de Mérida de la Orden de Santiago, que ostentó los cargos de alcaide de Cartagena y de capitán general de las galeras de España desde 1552 hasta su muerte en 1562. 

## Biografía

### Origen familiar
Era hijo primogénito del capitán general de las galeras de España, don Bernardino de Mendoza, y de doña Elvira Carrillo de Córdoba, y nieto por línea paterna de Íñigo López de Mendoza y Quiñones, primer marqués de Tendilla y segundo conde de Mondéjar, así como primer capitán general del Reino de Granada.

### Capitán general de las galeras de España
En 1552 tenía el cargo de capitán general de las galeras de España, habiendo sucedido en el cargo a su padre. Participó en las luchas contra la armada de la Corona francesa durante la guerra italiana de 1551-1559, así como en el transporte de tropas a Italia. En 1556 lideró una pequeña flota sobre Morea donde capturó 10 galeotas turcas y liberó 500 cautivos cristianos. 
Firmada la paz con Francia, se concentró en la lucha contra los corsarios berberiscos y los turcos en el Mediterráneo occidental. En 1559, mientras que se prepara la campaña para recuperar Trípoli, Mendoza recibió la orden de guardar las costas de España, por lo que no se halló en el desastre de Los Gelves. En 1561 transporta desde España a Italia las tropas desmovilizadas en Flandes tras la Paz de Cateau-Cambrésis, y realiza labores contra la piratería. En la primavera de 1562 dirige una armada a La Goleta para aprovisionar aquella plaza.

### Desastre naval de La Herradura
En 1562, dirigía una armada de 32 galeras que se hallaba en el puerto de Málaga dispuesta a partir para la plaza española de Orán, cuando una tormenta sobrevino, y tomó la decisión de trasladar las galeras a la bahía de La Herradura, donde un cambio de viento hizo que se hundieran la mayoría de naves, naufragio en el que Juan de Mendoza halló la muerte.

## Matrimonio y descendencia
Obtuvo dispensa del papa Julio III para contraer matrimonio con doña Juana de Cárdenas en junio de 1554, con la cual tuvo tres hijos, Bernardino de Mendoza, Elvira de Mendoza - que quedó bajo la tutela de su abuela Elvira Carrillo a la muerte de sus progenitores -  y Juan de Mendoza y Cárdenas, que falleció al año de nacer. También tuvo una hija natural - fuera del matrimonio - cuyo nombre era Francisca de Mendoza. 